# Pedro Gómez y Gómez
Pedro Gómez y Gómez (Huelva, 1888 - 1961). Artista nacido en Huelva y perteneciente al grupo de pintores locales entre los que se encuentran, entre otros, Enrique García Orta, Sebastián García Vázquez, Manuel Cruz Fernández, Rafael Cortés Moreno y Antonio Brunt. Se formó en la Escuela de Pintura de Huelva, donde se especializó en la pintura de paisaje.

## Biografía
Estudió en la Escuela de Artes e Industrias y más tarde en la Escuela de Pintura, ambas de Huelva. Tuvo como maestros a los profesores Martínez Checa, Manuel López y Adrián García, el pintor murciano Antonio de la Torre, el valenciano Tomás Murillo, el extremeño Eugenio Hermoso y por último a Joaquín Sorolla.
En 1937 instaló su estudio en la calle de San Cristóbal, estudio que compartió desde 1939 con su amigo el escultor Antonio León Ortega hasta la demolición del edificio, que coincidió con su muerte en 1961. Dicho estudio de pintura y escultura se constituyó en esa época en una escuela informal de artistas conocida como la Academia de San Cristóbal y fue frecuentado por todos los artistas e intelectuales que vivían o pasaban por Huelva.
Pedro Gómez desarrolló en esa época una labor de enseñanza a todo aquel que quería aprender a pintar, compartiéndola con un abundante trabajo en el que intentó atrapar el paisaje de Huelva y sobre todo a su querido Conquero y traspasarlo al lienzo, consiguiendo un valioso testimonio de la Huelva de aquellos años.

## Obra
Realizó multitud de lienzos, de entre los que destacan las marinas y los paisajes de El Conquero y algunos trabajos en iglesias.